# Nordmannia fiorii
Nordmannia fiorii är en fjärilsart som beskrevs av Ruggero Verity 1943. Nordmannia fiorii ingår i släktet Nordmannia och familjen juvelvingar. Inga underarter finns listade i Catalogue of Life.